# Шотландский эль
Шотландский эль (гэльск. Hivy, англ. Scottish Ale,  Scotch Ale) — вид пива, тип эля, созданный в Эдинбурге, Шотландия в 18-м веке.
Пиво, именуемые Scottish Ale и Scotch Ale, очень популярно, как в своей собственной стране, так и в США, где оно производится местными пивоваренными заводами.

## Характеристики
Термины Scottish Ale и Scotch Ale обозначают две группы эля, обобщенные в категорию «шотландский и ирландский эль» (англ. Scottish and Irish ale).
Scottish и Scotch эли классифицируются по фактически ныне устаревшей шиллинг-системе, которая была связана с денежной стоимостью производства напитка; сегодня её можно рассматривать просто как некую балльную систему, сродни коньячным звёздам, но не характеризующую качество напитка. Они разделены на четыре группы: 60 шиллингов (60/-) = лёгкие; 70 шиллингов (70/-) = тяжёлые; 80 шиллингов (80/-) = экспортные и от 90 шиллингов (90/-) до 160 шиллингов (160/-) = крепкие. Основное различие между ними — содержание алкоголя.
Scottish бывают от тёмно-жёлтого до тёмно-медного цвета и от низкой до средней карбонизации (содержание углекислоты). Вкус солодовый, не слишком сильный и отличается лёгкой хмелевой горечью и фруктовыми ароматами. Содержание спирта в диапазоне от 2,5 до 6,0%, от 60/- до 80/- по шиллинг-системе.
Scotch, также известный как "Strong Scotch Ale" и "Wee Heavy", обладает цветом от медного до тёмно-коричневого. Богатый солодовый вкус и аромат с нотками сливы, орехов и/или изюма; как и другие крепкие эли, такие как барли уайн, эти сорта пива характеризуются карамельной сладостью, небольшой горечью и легким фруктовым ароматом. Имеет высокое содержание спирта — от 6,5 до 10,0%, от 90/- до 160/- по шиллинг-системе.

## Виды

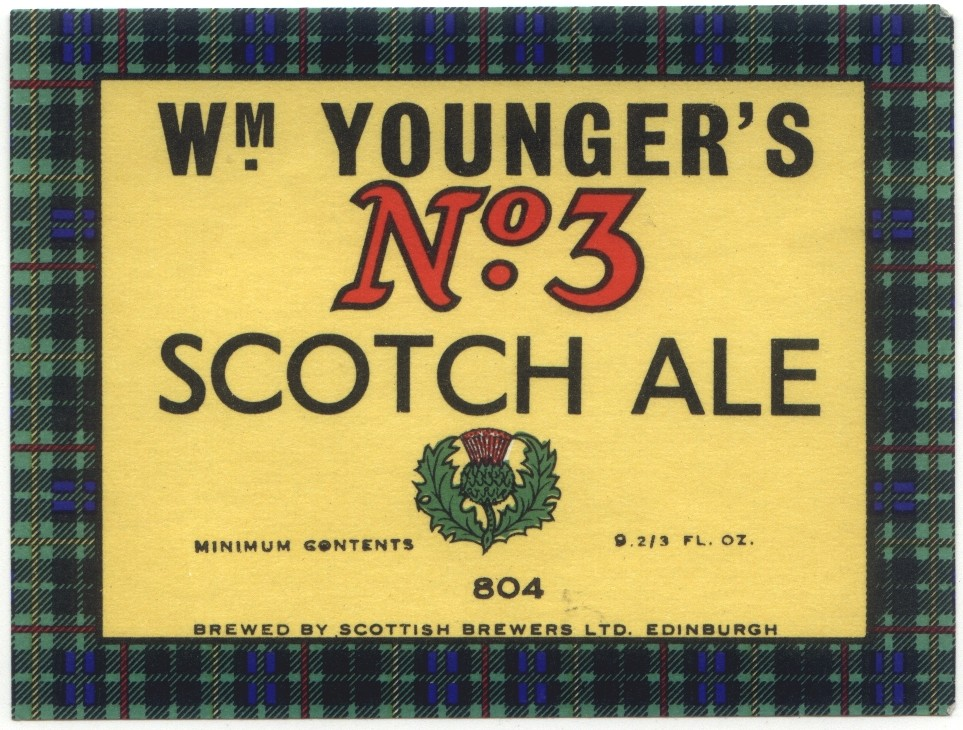
Younger's Scotch Ale (этикетка)

Шотландский эль производится в следующих вариантах:
- Скотиш лайт 60/- (Scottish Light 60/-). Традиционный шотландский эль. Характеризуется цветом от тёмно-янтарного до тёмно-медного, прозрачностью, солодовым вкусом и ароматом и умеренной горечью. Содержание алкоголя: 2,5–3,2%. Типичные торговые марки: Belhaven 60/-, McEwan's 60/-, Maclay 60/- Light;
- Скотиш хеви 70/- (Scottish Heavy 70/-). Традиционный шотландский эль.  Характеризуется цветом от тёмно-янтарного до тёмно-медного, прозрачностью, солодовым вкусом и ароматом и умеренной горечью. Содержание алкоголя: 3,2–3,9%. Типичные торговые марки: Caledonian 70/- (Caledonian Amber Ale в САЩ), Belhaven 70/-, Orkney Raven Ale, Maclay 70/-;
- Скотиш экспорт 80/- (Scottish Export 80/-). Традиционный шотландский эль.  Характеризуется цветом от тёмно-янтарного до тёмно-медного, прозрачностью, солодовым вкусом и ароматом и умеренной горечью. Содержание алкоголя: 3,9–5,0%. Типичные торговые марки: Orkney Dark Island, Belhaven 80/- (Belhaven Scottish Ale в США), Belhaven St. Andrews Ale, McEwan's IPA, Caledonian 80/- Export Ale, Broughton Merlin's Ale, Three Floyds Robert the Bruce;
- Стронг скоч эль (Strong Scotch Ale). Содержание алкоголя: 6,5–10,0%. Типичные торговые марки: Traquair House Ale, Orkney Skull Splitter, McEwan's Scotch Ale, MacAndrew's Scotch Ale, Belhaven Wee Heavy, Broughton Old Jock, Scotch du Silly, Gordon Highland Scotch Ale, Founders Dirty Bastard.

Крепкий шотландский эль, также известен под названием "wee heavy". Зреет при более низких температурах по сравнению с большинством элей, с низким уровнем хмеля, в результате чего обладает чистым интенсивным солодовым вкусом. От ярко-медного до тёмно-коричневого цвета с рубиновыми оттенками, хорошей прозрачностью, образует большую жёлто-коричневую пену. Богатый солодовый вкус с нотками карамели.